# Parlamento Flamenco
El Parlamento Flamenco es la asamblea de la entidad federal flamenca, una de las que componen Bélgica.

## Historia
En 1971 el Consejo Cultural para la Comunidad Cultural Flamenca se reunió por primera vez. A partir de ese momento Flandes ha ido convirtiéndose en un estado autónomo dentro del Estado Federal Belga.
Desde las primeras elecciones directas en 1995, el Parlamento Flamenco ha ido alcanzando renombre dentro del medio político flamenco. En 1996 el Parlamento Flamenco se instaló en un edificio completamente renovado.

## Competencias
El Parlamento Flamenco ejerce a la vez el poder legislativo de la comunidad flamenca en el seno de la región flamenca y de la región de Bruselas-Capital, así como las competencias regionales flamencas en la región de flamenca.

## Composición actual
| Partido político | Partido político                                                            | Ideología                                     | Votos     | Escaños | +/- |
| ---------------- | --------------------------------------------------------------------------- | --------------------------------------------- | --------- | ------- | --- |
|                  | Nueva Alianza Flamenca Nieuw-Vlaamse Alliantie (N-VA)                       | Conservadurismo liberal Nacionalismo flamenco | 1.052.252 | 35      | -8  |
|                  | Interés Flamenco Vlaams Belang (VB)                                         | Nacionalismo flamenco Nacionalconservadurismo | 783.977   | 23      | +17 |
|                  | Cristiano Demócrata y Flamenco Christen-Democratisch en Vlaams (CD&V)       | Liberalismo conservador Democracia cristiana  | 652.766   | 19      | -8  |
|                  | Liberales y Demócratas Flamencos Open Vlaamse Liberalen en Democraten (VLD) | Liberalismo Progresismo                       | 556.630   | 16      | -3  |
|                  | Adelante Vooruit                                                            | Socialdemocracia                              | 429.631   | 12      | -6  |
|                  | Groen                                                                       | Políticas verdes Ecologismo                   | 428.696   | 14      | +4  |
|                  | Partido del Trabajo de Bélgica Partij van de Arbeid van België              | Marxismo Unionismo                            | 225.593   | 4       | +4  |